# Domenico Rudatis
Domenico Rudatis (Venezia, 11 gennaio 1898 – New York, 17 luglio 1994) è stato uno scrittore, esoterista e alpinista italiano, teorico dell'arrampicata, oltre che uno dei primi sperimentatori della televisione a colori.

## La formazione e l'attività alpinistica
Nato e cresciuto a Venezia in una famiglia che per parte di madre apparteneva ai Talamini, proprietari del Gazzettino, e per parte di padre proveniva da Alleghe, nell'Alto Agordino, iniziò ad arrampicare nell'adolescenza, prima di partecipare come ufficiale alla Prima guerra mondiale.
Iscritto alla facoltà di ingegneria dell'Università di Torino, fu accolto nella nutrita colonia di giovani alpinisti trentini che studiavano nella città sabauda. Assieme ad essi, e in particolare a Pino Prati, avviò a metà degli anni venti quel dialogo tra alpinisti di ispirazione "orientalista" e quelli di ispirazione "occidentalista" che sarebbe successivamente culminato con le grandi imprese di Giusto Gervasutti, Riccardo Cassin e altre grandi figure dell'arrampicata d'anteguerra.
Ricercatore attento e minuzioso, profondo cultore di filosofie e discipline del corpo orientali, scrittore denso e fluente ed eccellente disegnatore, Rudatis si impose presto come collaboratore della Rivista mensile del Club Alpino Italiano dalle cui colonne iniziò a introdurre la classificazione in gradi delle difficoltà di arrampicata elaborata verso la metà degli anni venti dagli alpinisti monacensi guidati da Willo Welzenbach.
Tra il 1928 e il 1933 svolse un'intensa attività alpinistica sulle Alpi Orientali, dapprima in cordata con Renzo Videsott e successivamente con Attilio Tissi e Giovanni Andrich, nel corso della quale compì diverse prime assolute di grande rilievo come lo Spigolo della Busazza (1929), la parete NW del Pan di Zucchero (1932) e il Campanile di Brabante (1933).

## Lo storico e il teorico dell'arrampicata
In alcune relazioni di salita pubblicate su La Rivista del CAI, Rudatis riuscì a fondere in modo armonico la divulgazione e l'applicazione del metodo monacense di valutazione delle difficoltà in parete, con uno sguardo storico attentamente documentato sull'alpinismo orientalista sin dalle sue origini e la rivendicazione dell'arrampicata come esperienza esoterica volta al perfezionamento spirituale e al superamento della materialità dell'esistenza.
Questi scritti lo imposero già alla fine degli anni venti come il maggior scrittore italiano in tutti e tre gli ambiti, aprendogli le porte a una popolarità tanto ampia quanto contrastata, soprattutto dagli ambienti ufficiali dell'alpinismo nazionale. Per quanto riguarda la valutazione delle difficoltà egli iniziò col giornalista sportivo Vittorio Varale una «battaglia del sesto grado» volta al riconoscimento dell'effettivo valore atletico dell'arrampicata che avrebbe avuto come momenti più significativi la pubblicazione del manuale Das Letzte im Fels (1936) e dell'opera collettiva Sesto grado (1971) realizzata a sei mani con Varale e col giovane Reinhold Messner.
Sempre grazie all'apprezzamento di Varale, Rudatis pubblicò tra il 1930 e il 1931 una storia dell'arrampicata sportiva in nove puntate nella rivista Lo sport fascista, che costituisce la prima opera storica italiana di storia dell'alpinismo, per quanto limitata alle vicende delle Alpi Orientali, dalle imprese di Georg Winkler degli anni ottanta del secolo precedente sino ai più recenti successi.
La rivendicazione di una dimensione esoterica e spirituale dell'attività alpinistica venne infine apprezzata e riconosciuta da Julius Evola che già aveva mosso le proprie ricerche in quella direzione e lo chiamò a collaborare con le riviste KRUR e Diorama filosofico.
Dopo un lungo silenzio durato quasi quarant'anni e interrotto solo da due collaborazioni con Varale degli anni 1965-71, Rudatis poté riprendere le sue riflessioni sulla dimensione spirituale dell'alpinismo grazie a una serie di saggi pubblicati tra il 1981 e il 1992 nell'Annuario del Club Alpino Accademico Italiano.
Lo stimolo dell'alpinista ed editore Bepi Pellegrinon lo indusse infine a produrre un'ampia sintesi delle sue ampie conoscenze storiche, del racconto della propria vicenda alpinistica e del giudizio sull'arrampicata come sport e come strumento di elevazione spirituale nell'opera Liberazione. Avventure e misteri nelle montagne incantate, uscita nel 1985.

## Fra Italia e Stati Uniti
Terminata la carriera alpinistica nel 1933 a causa di un incidente di moto con Tissi, Rudatis si dedicò alla sperimentazione nel campo della televisione a colori, ma vari tentativi degli anni trenta di mettere in produzione i propri ritrovati, sia in Italia che negli Stati Uniti, non ebbero successo.
Ritiratosi a Venezia nel corso della guerra, conobbe qui la sorella del vecchio compagno di cordata Ernani Faè, Angelina, e la sposò. Nel 1952 si trasferì a New York, dove visse fino alla morte, nel 1994. La moglie lo aveva preceduto nel 1981.
Nel dicembre 1998 il Comune di Alleghe ha intitolato a Rudatis la propria scuola primaria.

## Opere principali
- Le Dolomiti Orientali, Milano, Treves, 1928, in collaborazione con Antonio Berti.
- Il Pan di Zucchero della Civetta, «Rivista mensile del Club Alpino Italiano», XLVIII (1929), n. 3, pp. 153-91.
- Lo sport dell'arrampicamento, in «Lo Sport Fascista», 1930 (nn. 3, 4, 5, 7, 8 e 12) e 1931 (nn. 2, 6, e 9).
- La moderna graduazione delle difficoltà, in «XXV Annuario SAT», Trento, Società Alpinisti Tridentini, 1930, pp. 15-33.
- Monti d'Italia, Roma, Enit-Ferrovie dello Stato, 1933.
- Monti e valli bellunesi, Novara, De Agostini, 1934.
- Das Letzte im Fels, München, Gesellschaft Alpiner Bücherfreunde, 1936.
- Il sentimento delle vette, «Rivista del Club Alpino Italiano», LVII (1938), 3, pp. 133-40.
- Manifesto per il riconoscimento ed il futuro del sesto grado, in Vittorio Varale, La battaglia del sesto grado, Milano, Longanesi Editore, 1965, pp. 301-332.
- Sesto grado, Milano, Longanesi, 1971, in collaborazione con Vittorio Varale e Reinhold Messner.
- Il senso esoterico della montagna, L'Alpinismo e la civiltà moderna, Una via di liberazione, Cultura e liberazione, La morte in montagna, Vita e morte, Esistenzialismo ecologico e realtà cosmica, La più grande wilderness della Terra, Sulla via del senso cosmico, Il progresso dell'arrampicamento, L'incontro con la montagna, Dalla retorica della Wilderness alla tragedia ecologica, rispettivamente in «Annuario CAAI» degli anni 1981, 1982, 1983, 1984, 1987 (2), 1988, 1989 (2), 1990, 1991 e 1992.
- Liberazione. Avventure e misteri delle montagne incantate, Falcade, Nuovi Sentieri, 1985.